# Emil Oppenheimer & Co.
Emil Oppenheimer & Co. war ein 1860 gegründetes Handelsunternehmen für Därme und Gewürze in Heilbronn, das nach der „Arisierung“ im Jahre 1939 als Ried & Cie. OHG, Darm- und Gewürzgroßhandlung bis 1958 bestand.

## Geschichte

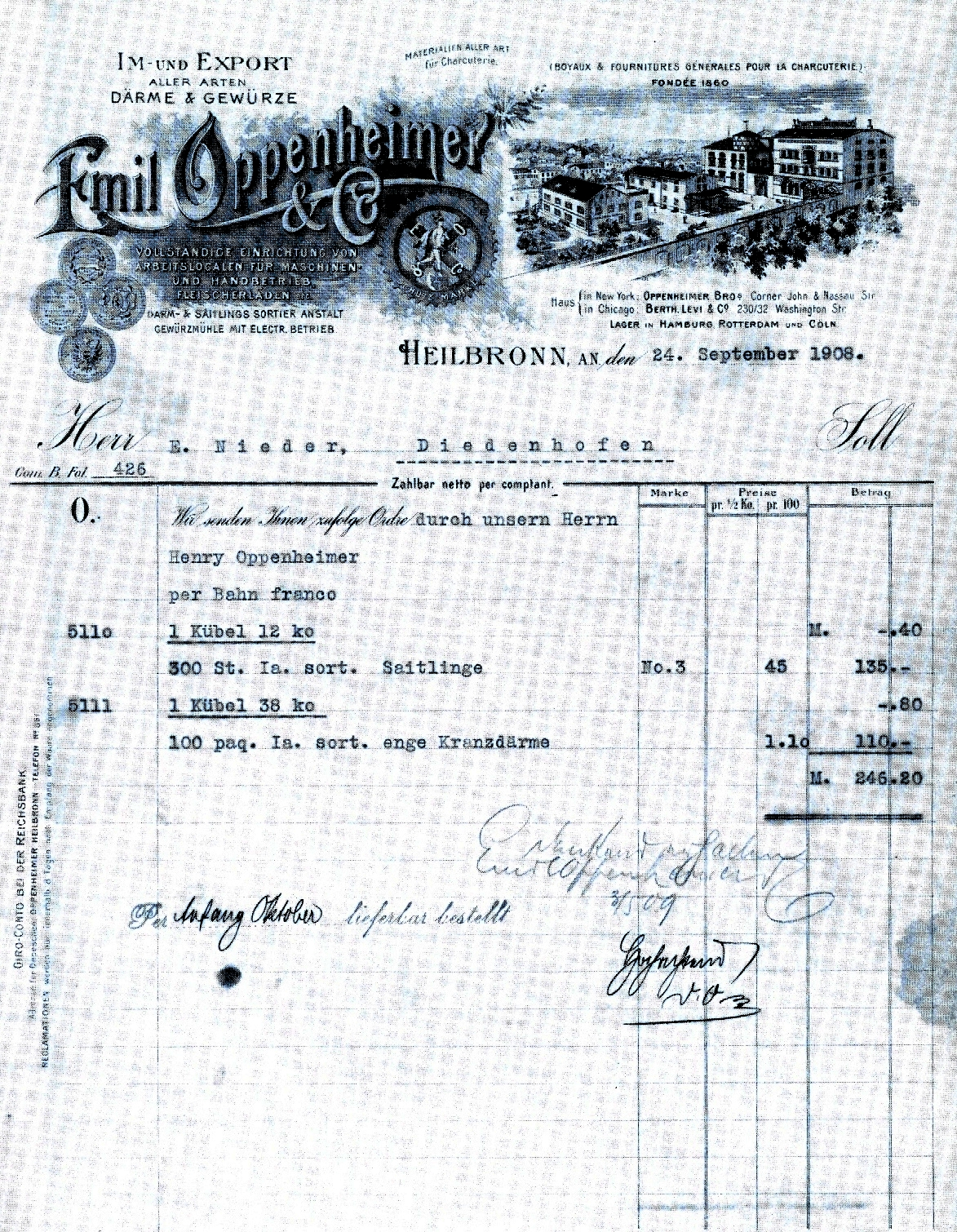
Emil Oppenheimer & Co. in Heilbronn, Rechnung ausgestellt am 24. September 1908

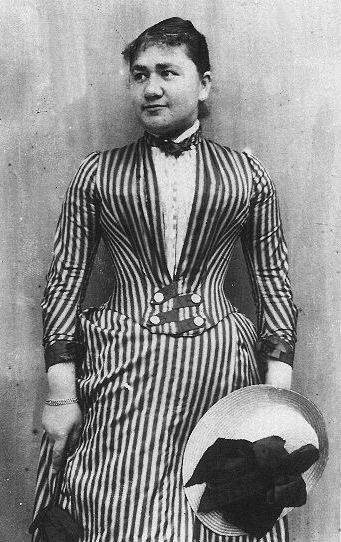
Pauline Einstein war von 1911 bis 1918 die Haushälterin des verwitweten Emil Oppenheimer

Emil Oppenheimer (* 24. November 1844 in Michelfeld; † 25. Januar 1922 in Heilbronn) stammte aus dem badischen Michelfeld (bei Angelbachtal), wo die Familie Oppenheimer bereits seit dem frühen 18. Jahrhundert ansässig war. Im Jahre 1860 gründete er das Unternehmen Emil Oppenheimer & Co, ein Gewürz- und Därme-Importgeschäft. Mitinhaber waren seine älteren Brüder Hermann (1837–1919) und Adolf (1840–1914).
Im Jahre 1872 befand sich das Geschäft an der Unteren Allee 4 in Heilbronn. Ab 1885 verkaufte das Unternehmen auch Charcuterie-Materialien und Maschinen. Eine Filiale entstand im Jahre 1887 in Frankfurt am Main; zwei Jahre später (1889) wurde Max Levi Teilhaber der Firma. Ab 1899 befand sich das Unternehmen in der Allee 42 in Heilbronn; zur selben Zeit entstanden Firmenfilialen in New York und Chicago. Waren wurden über Lager in Rotterdam, Hamburg und Köln umgeschlagen.
Neben Emil Oppenheimer und Max Levi wurden im Jahre 1906 auch Emils Neffen Richard (1872–1941; Sohn von Hermann Oppenheimer) und Heinrich (Sohn von Adolf Oppenheimer) Teilhaber der Firma. Emil, inzwischen Witwer – seine Frau Bertha, geb. Strauss (* 1852), war bereits 1903 verstorben – stellte  Albert Einsteins Mutter, Pauline Einstein (1858–1920), als Haushälterin an. Sie führte seinen Haushalt in der Titotstraße 14 in Heilbronn in den Jahren 1911 bis 1914 und von August 1915 bis April 1918.
Albert Einstein besuchte seine Mutter mehrmals im Haus vom Emil Oppenheimer und unterrichtete bei dieser Gelegenheit die junge Trude Victoria Victor, die später als Victoria Wolff berühmt wurde, in Mathematik. Pauline Einsteins Mutter war Jette Koch, eine Cousine von Fanny, der Großmutter von Victoria. Deren Tante Auguste Hochberger (1867–1936), die Schwester von Victorias Vater (der Lederfabrikant Jacob Victor (1869–1918)), war zudem eine enge Freundin von Pauline. So ergaben sich die engen Kontakte zu Albert Einstein aus dieser Familienbeziehung.
Von 1917 an waren Richard, Heinrich und Emil Oppenheimer Gesellschafter; im Jahre 1922 verstarb der Emil Oppenheimer. Am 8. März desselben Jahres traten die Arbeiter der Darm- und Gewürzimport-Unternehmen von Heilbronn, darunter auch die Mitarbeiter von Emil Oppenheimer & Co., in den Streik, da ihre Forderung nach 60 Mark Lohn-Zuschlag zuvor abgewiesen worden war.
Die Gewinne des Unternehmens machten den Gründer zu einem der in Württemberg zur damaligen Zeit lebenden Millionäre. Nach seinem Tod wurde das Handelsunternehmen von seinen Erben weitergeführt. Die Gesellschafter im Jahre 1925 waren Richard und Heinrich Oppenheimer sowie der Münchner Kaufmann David Freitag. Im Jahre 1936 waren nur noch Richard Oppenheimer und David Freitag Gesellschafter. Zuletzt von Emil Oppenheimers Neffen Richard Oppenheimer geleitet, hatte das Unternehmen 1937 seinen Sitz in der Wilhelmstraße 26. Unter ihm wurde das Unternehmen „arisiert“, danach firmierte es als Ried & Cie. OHG, Darm- und Gewürzgroßhandlung. In dieser Form existierte die Großhandlung bis 1958 in Heilbronn.